# Drauchenbach (Mur)
Der Drauchenbach ist ein linker Nebenfluss der Mur in der Steiermark, Österreich.

## Verlauf
Der Drauchenbach wird in seinem Oberlauf auch Pleschbach genannt. Dieser entspringt  nördlich von Plesch und fließt nach Süden. Ab Pichla oder nach der Einmündung des Aubachls wird er als Drauchenbach bezeichnet. Er fließt weiter nach Süden und mündet bei Bad Radkersburg in die Mur.
Der Drauchenbach durchfließt das Oststeirische Hügelland nahe der Grenze zu Slowenien. Sein Einzugsgebiet liegt im Bezirk Südoststeiermark in den Gemeinden Sankt Anna am Aigen, Tieschen, Halbenrain und der Stadtgemeinde Bad Radkersburg. 

## Nebenbäche
Der Drauchenbach hat ein Einzugsgebiet von 253,66 Quadratkilometern. Seine größten Zuflüsse sind:
| Name           | Mündungsseite | Mündungsort     | Einzugsgebiet in km² |
| -------------- | ------------- | --------------- | -------------------- |
| Pleschbach     | Oberlauf      |                 | 002,31               |
| Globitschbach  | rechts        | Plesch          | 001,73               |
| Buchberggraben | links         | Pichla          | 001,14               |
| Aubachl        | rechts        | Tieschen        | 009,03               |
| Hartelbach     | rechts        | Halbenrain      | 011,55               |
| Klausenbach    | links         | Halbenrain      | 008,79               |
| Ledererbach    | links         | Hummersdorf     | 004,70               |
| Klingbach      | rechts        | Bad Radkersburg | 183,62               |

## Wirtschaft und Infrastruktur
- Fischerei: Im Drauchenbach findet man Weißfische (Aitel, Rotaugen, Brachsen),  Barsche, vereinzelt auch Hechte, Karpfen und Quappen.[3]
- Naturschutz: Im Jahr 2014 kaufte der Naturschutzbund einen rund 7.000 Quadratmeter großen Auwald vor der Mündung in die Mur. Die Tümpel darin sind Brutstätten für Amphibien.[4]